# Olga Koetsjerenko
Olga Sergejevna Koetsjerenko (Russisch: Ольга Сергеевна Кучеренко) (Wolgograd, 5 november 1985) is een Russische atlete, die gespecialiseerd is in het verspringen.

## Carrière
Op de Europese indoorkampioenschappen van 2009 in Turijn veroverde Koetsjerenko de bronzen medaille bij het verspringen. Tijdens de wereldkampioenschappen in Berlijn, later dat jaar, eindigde de Russin als vijfde bij het verspringen.
In 2010 nam Koetsjerenko deel aan de Europese kampioenschappen in Barcelona. Op dit toernooi sleepte ze eveneens de bronzen medaille in de wacht bij het verspringen. Vervolgens veroverde de Russin op dit onderdeel een jaar later tijdens de WK in Daegu de zilveren medaille.
Met haar beste sprong van 6,77 m kwam ze 5 centimeter te kort om de Amerikaanse Brittney Reese naar de kroon te steken, die met een sprong van 6,82 de wereldtitel naar zich toehaalde.

## Titels
- Russisch indoorkampioene verspringen - 2009

## Persoonlijke records
Outdoor
| Onderdeel   | Afstand | Datum       | Plaats |
| ----------- | ------- | ----------- | ------ |
| verspringen | 7,13 m  | 27 mei 2010 | Sotsji |

Indoor
| Onderdeel   | Afstand | Datum           | Plaats    |
| ----------- | ------- | --------------- | --------- |
| verspringen | 7,00 m  | 20 januari 2013 | Krasnodar |

## Palmares

### verspringen
Kampioenschappen
- 2009:  EK indoor - 6,82 m
- 2009: 5e WK - 6,77 m
- 2010:  EK - 6,84 m
- 2011:  WK - 6,77 m
- 2013: 6e EK indoor - 6,62 m
- 2013: 5e WK - 6,81 m

Diamond League dagzeges
- 2010: Bislett Games - 6,91 m
- 2012: Bislett Games - 6,96 m